# Mateo Horber
Mateo Horber (9 maggio 1996) è un giocatore di football americano svizzero che gioca nel ruolo di wide receiver per i Geneva Seahawks.